# 2014 في ماليزيا
فيما يلي قوائم الأحداث التي وقعت خلال عام 2014 في ماليزيا.

## سياسة

### انتهاء فترة المنصب
- 1 يناير – أصلان شاه اية بيراك سلطان فيرق.

## رياضة
- 1 يناير – جائزة ماليزيا الكبرى للدراجات النارية 2014
- 30 مارس – جائزة ماليزيا الكبرى 2014 الفائز لويس هاملتون.

## وفيات

### مايو
- 28 مايو – أصلان شاه اية بيراك (مواليد 1928)